# Howaldtunnel
De Howaldtunnel is een tunnel van 448 meter lengte en maakt deel uit van de Luxemburgse A1. De tunnel is vernoemd naar de plaats Howald (gemeente Hesperange). De tunnel kan functioneel als een ecoduct worden beschouwd.
In het openingsjaar (1994) passeerden ongeveer 19.000 motorvoertuigen per dag de tunnel; anno 2010 kan dit aantal oplopen tot 70.000 motorvoertuigen per dag.
In 2010 werd de tunnel gerenoveerd om beter aan de huidige veiligheidsstandaard te voldoen.